# Paraquilegia altimurana
Paraquilegia altimurana är en ranunkelväxtart som beskrevs av K.H. Rechinger. Paraquilegia altimurana ingår i släktet Paraquilegia och familjen ranunkelväxter. Inga underarter finns listade i Catalogue of Life.